# San Remigio (Cebu)
San Remigio è una municipalità di terza classe delle Filippine, situata nella Provincia di Cebu, nella Regione del Visayas Centrale.
San Remigio è formata da 27 baranggay:
- Anapog
- Argawanon
- Bagtic
- Bancasan
- Batad
- Busogon
- Calambua
- Canagahan
- Dapdap
- Gawaygaway
- Hagnaya
- Kayam
- Kinawahan
- Lambusan

- Lawis
- Libaong
- Looc
- Luyang
- Mano
- Poblacion
- Punta
- Sab-a
- San Miguel
- Tacup
- Tambongon
- To-ong
- Victoria